# Hugh Barter
Hugh Barter (Nagoia, 15 de setembro de 2005) é um automobilista nipo-australiano que atualmente compete com uma licença australiana. Ele competiu anteriormente no Campeonato Espanhol de Fórmula 4 e no Campeonato Francês de Fórmula 4, terminando como vice-campeão nos Campeonatos Franceses de Fórmula 4 em 2021 e 2022 e, no Campeonato Espanhol de Fórmula 4 em 2022.

## Carreira

### Fórmula 3
No final de setembro de 2022, Barter participou do teste de pós-temporada do Campeonato de Fórmula 3 da FIA com a equipe Campos Racing durante o segundo e terceiro dias. Em janeiro de 2023, a Campos anunciou que Barter havia assinado com a equipe para toda a temporada de 2023. Pouco antes da final da temporada em Monza, Barter foi substituída pelo piloto da FRECA Joshua Dufek.

## Vida pessoal
Barter nasceu em Nagoia, no Japão, filho de mãe japonesa e pai australiano, e cresceu em Melbourne.